# Oncocnemis melalutea
Oncocnemis melalutea là một loài bướm đêm trong họ Noctuidae.